# Варзы
Варзы или Варзи — река в России, течёт по территории Татышлинского, Балтачевского и Бураевского районов Башкортостана. Правый приток реки Быстрый Танып.
Длина реки составляет 35 км. Площадь водосборного бассейна — 217 км².
Начинается на высоте около 170 м над уровнем моря севернее села Староакбулатово в южной части Татышлинского района. Преобладающим направлением течения является юг. Впадает в Быстрый Танып на высоте 80 м над уровнем моря напротив деревни Дюсметово на северо-востоке Бураевского района.
Притоки (от истока): Кушимян (правый), Картыкяды (правый), Зирьяди (правый), Сарсиз (левый), Яндовка (правый), Байшады (левый), Сарсаз (правый), Телеште (левый), Шура (правый), Арняш (левый), Асавка (правый), Большой Ангасяк (правый), Ангасяк (правый).
Около реки находятся следующие населённые пункты (от истока): Староакбулатово, Савалеево, Байшады, Сарсаз, Ардашево, Арняшево, Николаевка, Чиятау, Кутлиярово, Большешукшаново, Варзитамак.

## Данные водного реестра
По данным государственного водного реестра России относится к Камскому бассейновому округу, водохозяйственный участок реки — Белая от города Бирск и до устья, речной подбассейн реки — Белая. Речной бассейн реки — Кама.
Код объекта в государственном водном реестре — 10010201612111100026015.